# Гавайский жестовый язык
Гавайский жестовый язык (Hawai’i Pidgin Sign Language, Pidgin Sign Language) — почти исчезнувший жестовый язык, который используется на островах Гавайи в США. Хотя исторические записи документируют его присутствие на островах, начиная с 1820-х годов, но язык не был описан лингвистами до 2013 года.
Усиленное распространение жестовые языки получили в связи с основанием в 1914 году школы для глухих, но к 1941 году HSL стал уступать позиции, и сейчас вытеснен американским жестовым языком (амслен). HSL используется несколькими пожилыми людьми, которые знают и амслен, и гавайский.
Хотя ранее считалось, что эти два языка связаны между собой, последние исследования показали, что это не так.
Наличие в одном из названий этого языка слова «pidgin» создаёт впечатление его связи с Гавайским пиджин, однако и эта связь на самом деле отсутствует. Поэтому профессиональные лингвисты используют термин «англ. Hawaiʻi Sign Language».